# Chemins de fer départementaux des Ardennes
Les Chemins de fer départementaux des Ardennes (CA) sont une ancienne compagnie de chemin de fer secondaire à voie métrique et étroite (800mm) du département des Ardennes (France). Cette société avait été fondée en 1895, et, en 1909, elle exploitait 342 km de voies. À partir de 1947, les lignes à voie métrique ont été transférées à la Régie départementale des transports des Ardennes (RDTA). L'année 1950 a vu la suppression des lignes à voie métrique à caractère industriel dans le département (lignes Tremblois-Rocroi-Hiraumont, Nouzonville-Gespunsart et Monthermé-Sorendal).
Le CA était un chemin de fer « secondaire » français typique, utilisant la traction à vapeur, exigeant (exceptionnellement) un rayon de courbure minimal de 50 mètres et comportant des rampes maximale de 30 mm/m.

## Histoire

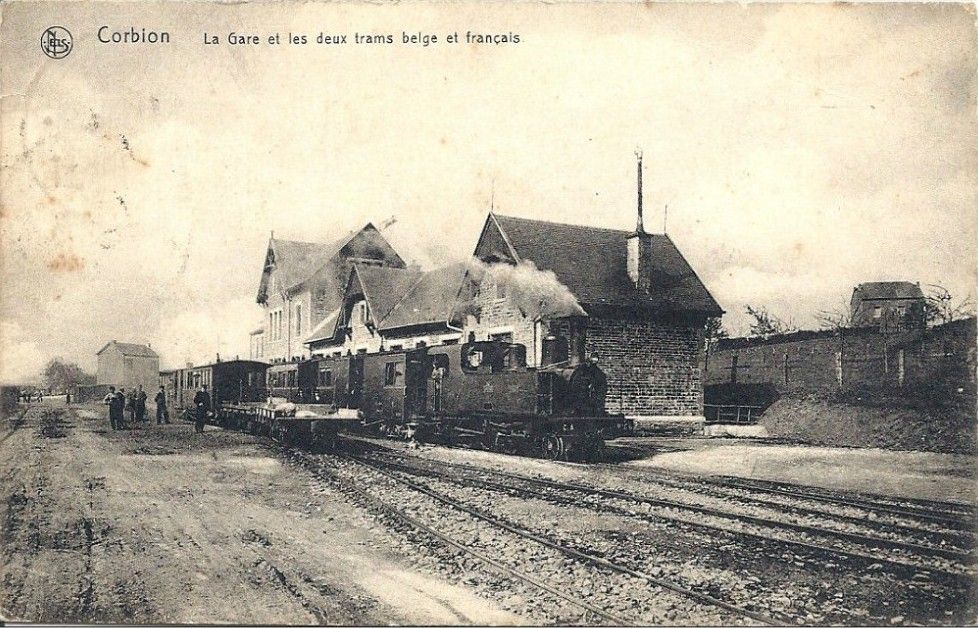
La gare frontière de Corbion, le tramway belge de la SNCV et français des CDA

### La compagnie des chemins de fer départementaux à voie étroite des Ardennes

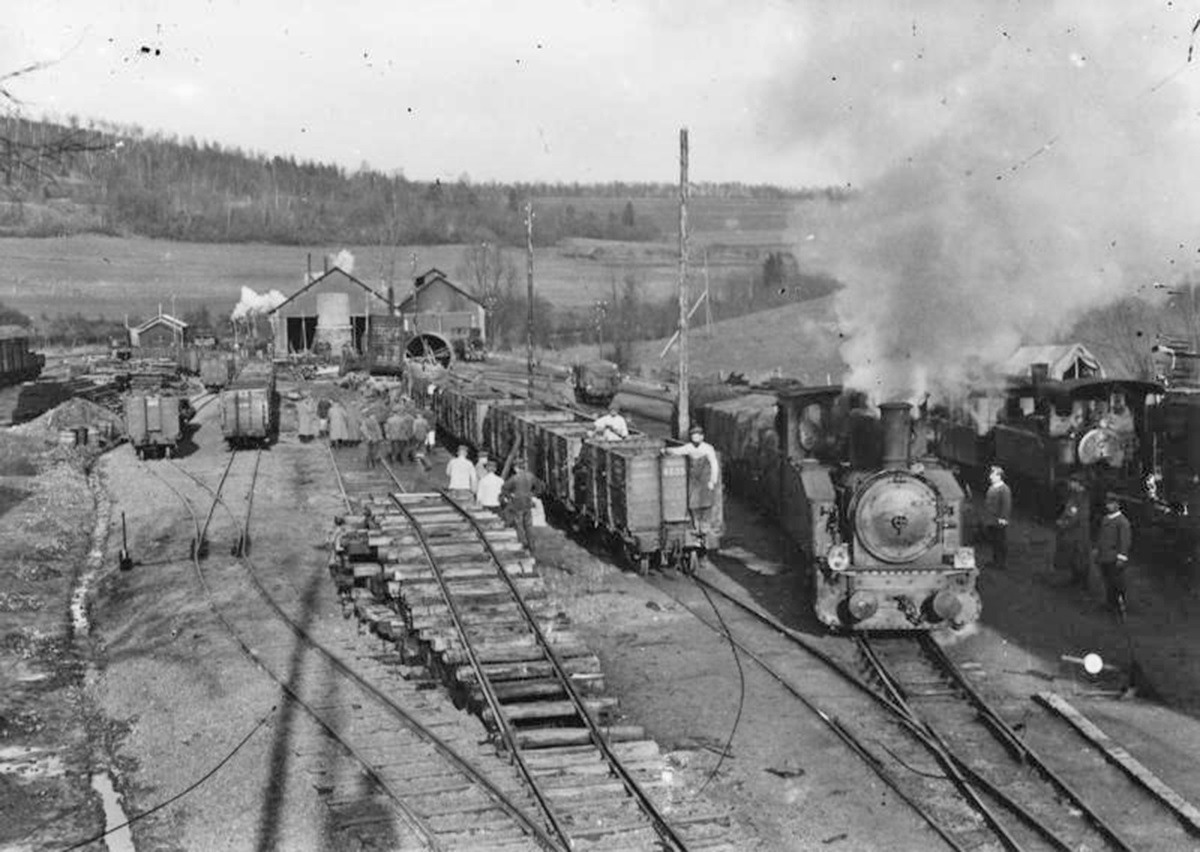
Pendant la Première guerre mondiale, 1916, Raucourt, locomotive T37 prussienne utilisant les voies.

Cette compagnie, fondée par MM. Joly, Beldant et Baert, obtient la concession d'un réseau dans le département des Ardennes (loi du 9 août 1894),. Elle appartient au groupe Baert-Verney.
En 1909, la compagnie entretenait déjà, à son apogée, 342 km de voies avec des écartements de 800 mm ou 1000 mm. Quatre lignes étaient reliées au réseau ferroviaire vicinal belge. En raison des expériences faites dans le contexte de la défaite militaire de Sedan lors de la guerre franco-allemande de 1870 à 1871, l'armée française a insisté pour utiliser l'écartement inhabituel de 800 mm afin que les voies ferrées ne puissent pas être empruntées par les véhicules ferroviaires d'un éventuel envahisseur.
En 1898, le "deuxième réseau" a été créé et construit en écartement métrique grâce à la pression des élus locaux et des industriels ainsi qu'au changement de vision de l'armée. Cela présentait plus d'avantages que de risques, puisque les lignes pouvaient être raccordées au réseau à voie métrique de la Compagnie des chemins de fer des Ardennes.
Certaines lignes ont ensuite été converties de l'écartement de 800 mm à celui de 1000 mm. Pendant la Première Guerre mondiale, la plupart des véhicules ferroviaires ont été mis en sécurité sur le réseau des Chemins de fer de la Banlieue de Reims (CBR) dans le département de la Marne.
Lors de leur retraite, les Allemands mirent à terre certaines lignes et détruisirent une partie de l'infrastructure, notamment les ponts et les châteaux d'eau. Lors de la reconstruction du réseau dans l'après-guerre de la Première Guerre mondiale, l'écartement métrique a été introduit. Pendant la Seconde Guerre mondiale, certaines lignes ont été converties à l'écartement normal par les forces armées allemandes en raison de la pénurie de transport, notamment pour pouvoir acheminer des pièces d'artillerie lourdes vers le front de Semide.
À partir de 1947, les lignes à voie métrique ont été transférées à la Régie départementale des transports des Ardennes (RDTA). Ce fut le début des fermetures, d'abord pour le trafic voyageurs, puis pour le trafic marchandises. En 1950, l'exploitation a cessé sur les lignes à voie métrique à vocation industrielle restantes (Tremblois-Rocroi-Hiraumont, Nouzonville-Gespunsart et Monthermé-Sorendal). Le dernier train a circulé en 1961.

## Lignes

### Le premier réseau
Le premier réseau est construit à l'écartement de 800 mm pour des raisons stratégiques. Il comprend les lignes suivantes :
- Tremblois-lès-Rocroi - Rocroi : novembre 1895 (12km) ;
- Nouzon - Gespunsart : août 1896 (8km);
- Wasigny - Signy-l'Abbaye (11,5km) :

Wasigny - Signy-Gare : novembre 1897,
Signy-Gare - Signy-Place : août 1898 ;
- Vouziers - Raucourt - Buzancy (59 km) :

Vouziers - Le Chesne : octobre 1897,
Le Chesne - Raucourt : 1898 ;
Chatillon - Buzancy (embranchement) : octobre 1897.

### Le deuxième réseau

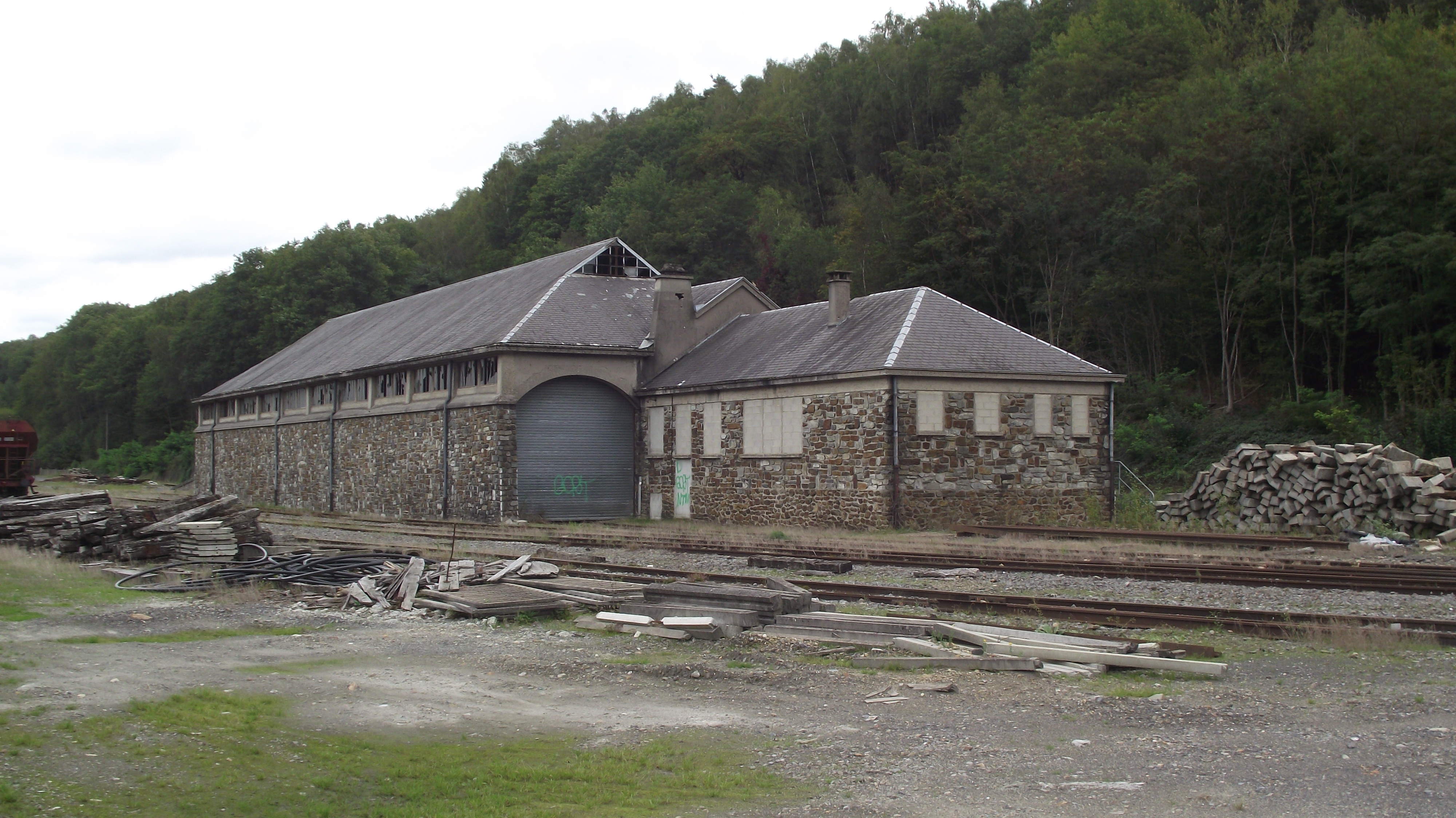
Site de la gare de Monthermé.

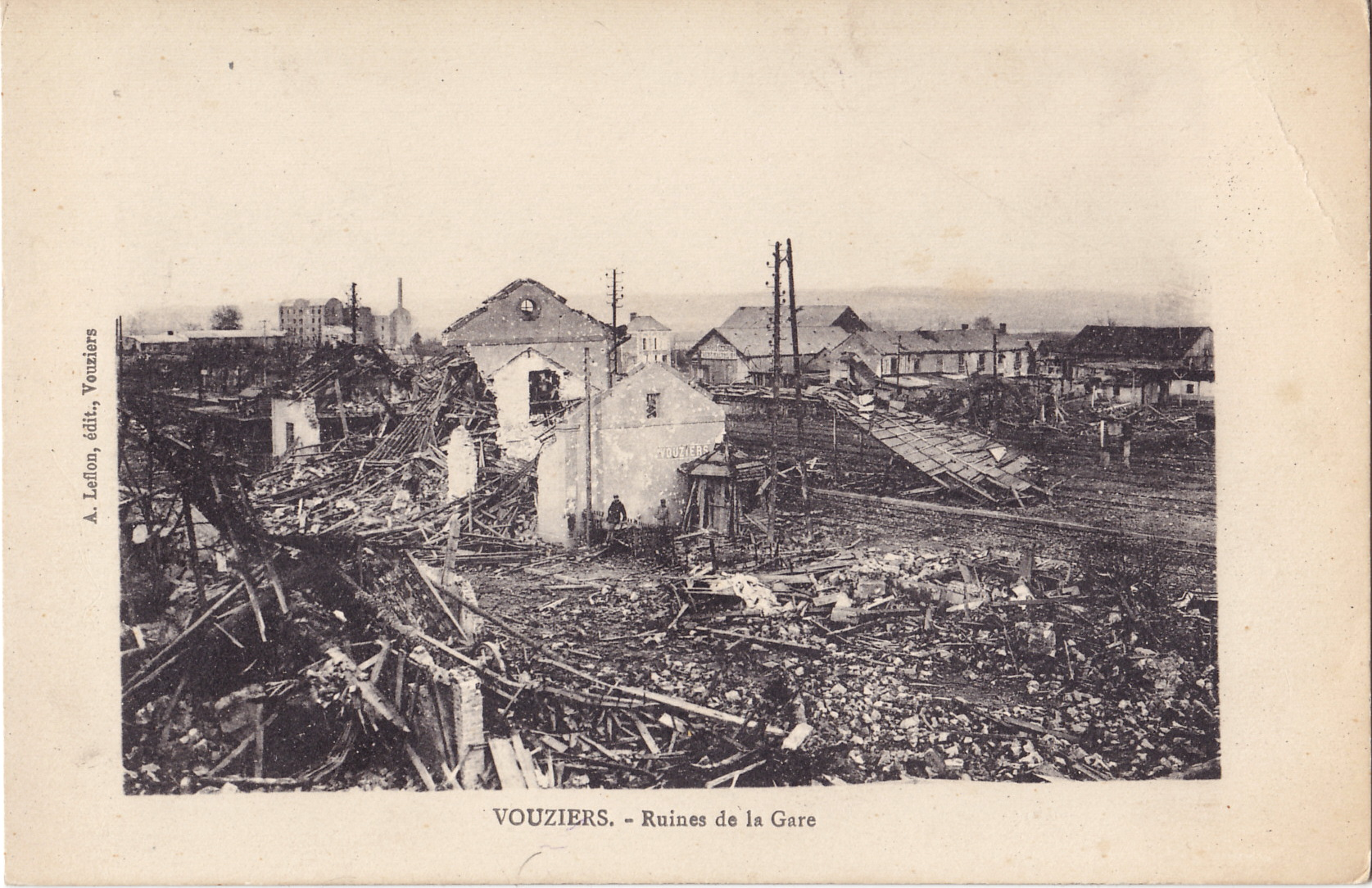
Ruines de la gare de Vouziers, pendant la Première Guerre mondiale.
La gare se trouvait sur la ligne d'Amagne - Lucquy à Revigny des chemins de fer de l'Est, et était desservie, en mai 1914, par des trains assurant la liaison entre Revigny, Sainte-Menehould, Challerange et Hirson.
Elle était également l'origine de lignes des CA qui la reliait, à partir de 1906, à Raucourt et Buzancy (en 1897) et à Juniville et au Châtelet-sur-Retourne.

Le deuxième réseau comprend les lignes suivantes :
- Chatelet-sur-Retourne à Juniville : décembre 1900 ;
- Gare de Monthermé-Est - Les Hautes-Rivières : octobre 1901.
- Vendresse - Poix : 15 mai 1904[6] (19,2 km) ;
- Attigny - Bâalons : 15 mai 1904[6] (17,4 km) ;
- Rocroi - Hiraumont - Petite Chapelle (Belgique) : décembre 1905 (3,9 km) ;
- Juniville - Vouziers : novembre 1906 ;
- Signy-l'Abbaye - Mézières - Mohon : mars 1908 (32,7 km) ;
- Wasigny - Renneville : avril 1909 ;
- Dizy-le-Gros - Sissonne - Saint-Erme : mai 1909 ;
- Asfeld - Dizy-le-Gros - Montcornet : mai 1909 ;
- Sedan - Frontière (Corbion, Belgique) : juillet 1910 ;
- Les Hautes Rivières - Sorendal :  1914 (1,7 km).

Deux sections n'ont pas été terminées en 1914, avant le début du conflit.
- Sorendal - Frontière belge : (3,2 km) ; ouverture en 1938
- Gespunsart - Frontière belge : (3,3 km) ; ouverture en 1925

## Infrastructure

### Transformation à l'écartement métrique
Alors que les lignes du deuxième réseau sont en construction, l'interdiction d'utiliser la voie métrique est levée. Les nouvelles lignes seront construites à cet écartement et certaines lignes existantes transformées.
L'écartement de 800 mm sera conservé pour la ligne Raucourt - Buzancy et les nouvelles extensions de cette ligne vers Attigny et Poix, ainsi que pour la ligne Le Chatelet - Vouziers.

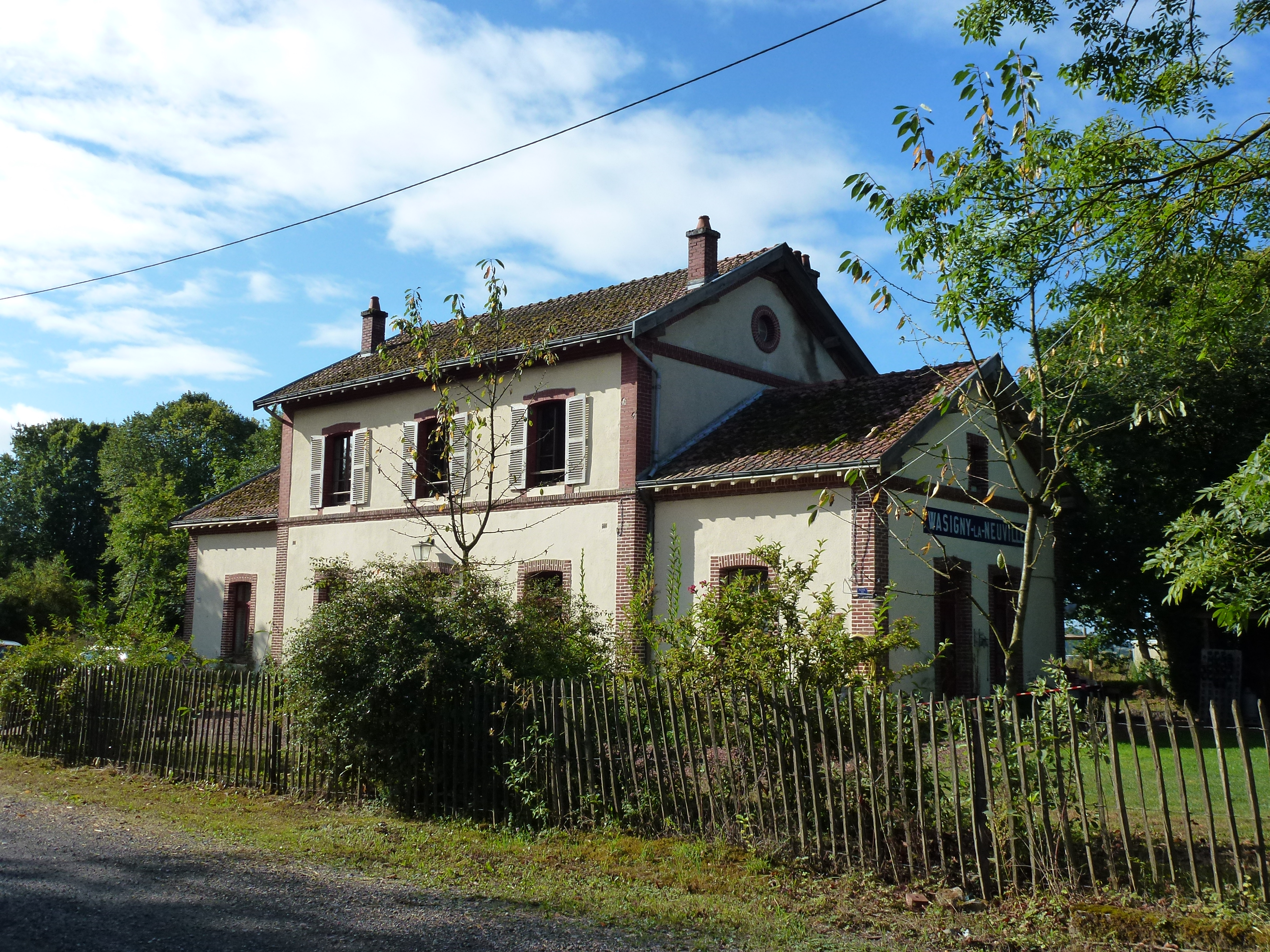
Gare de Wasigny-La Neuville
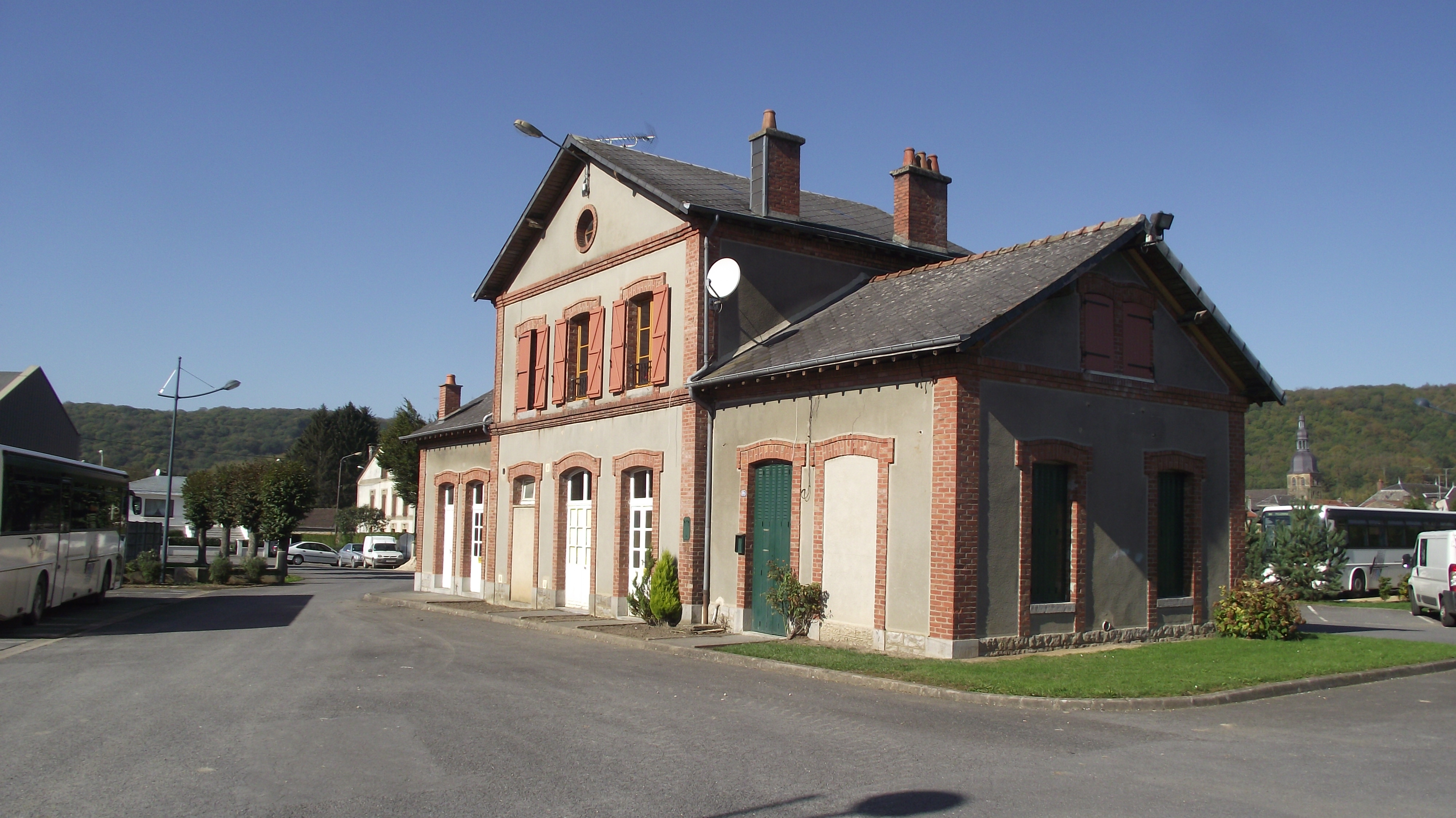
Gare de Gespunsart
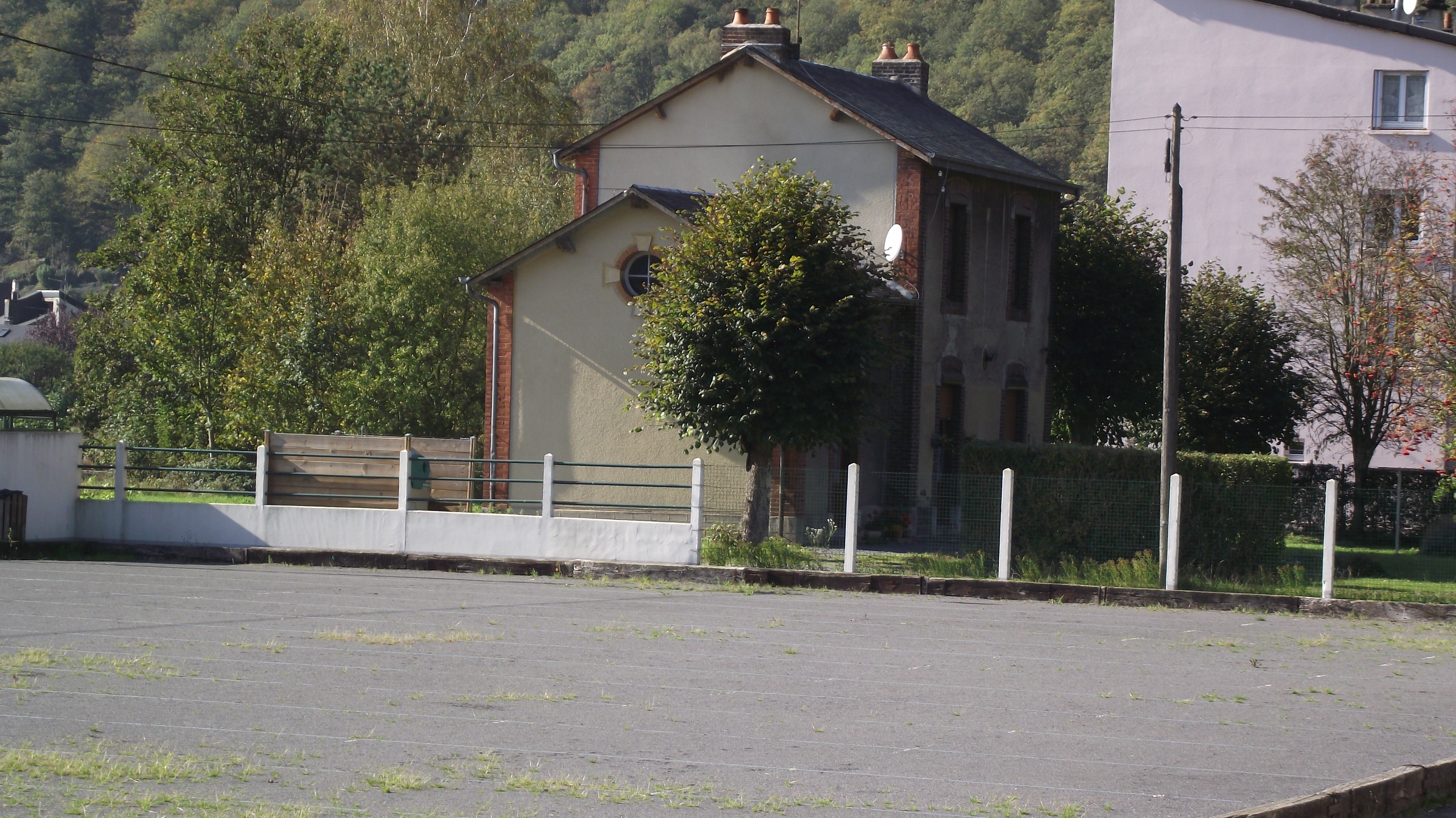
Gare des Hautes-Rivières
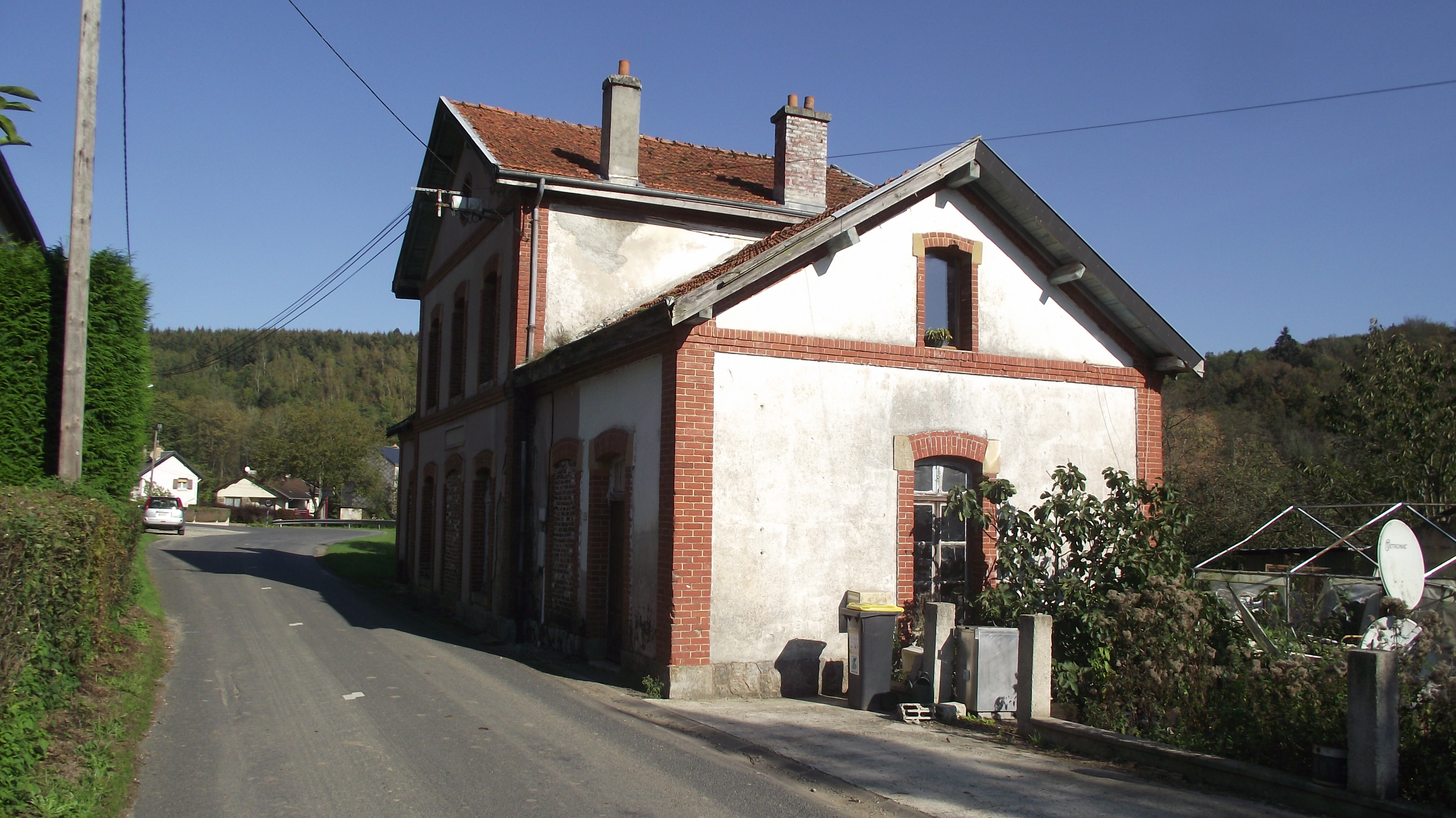
Gare de Illy-Olly
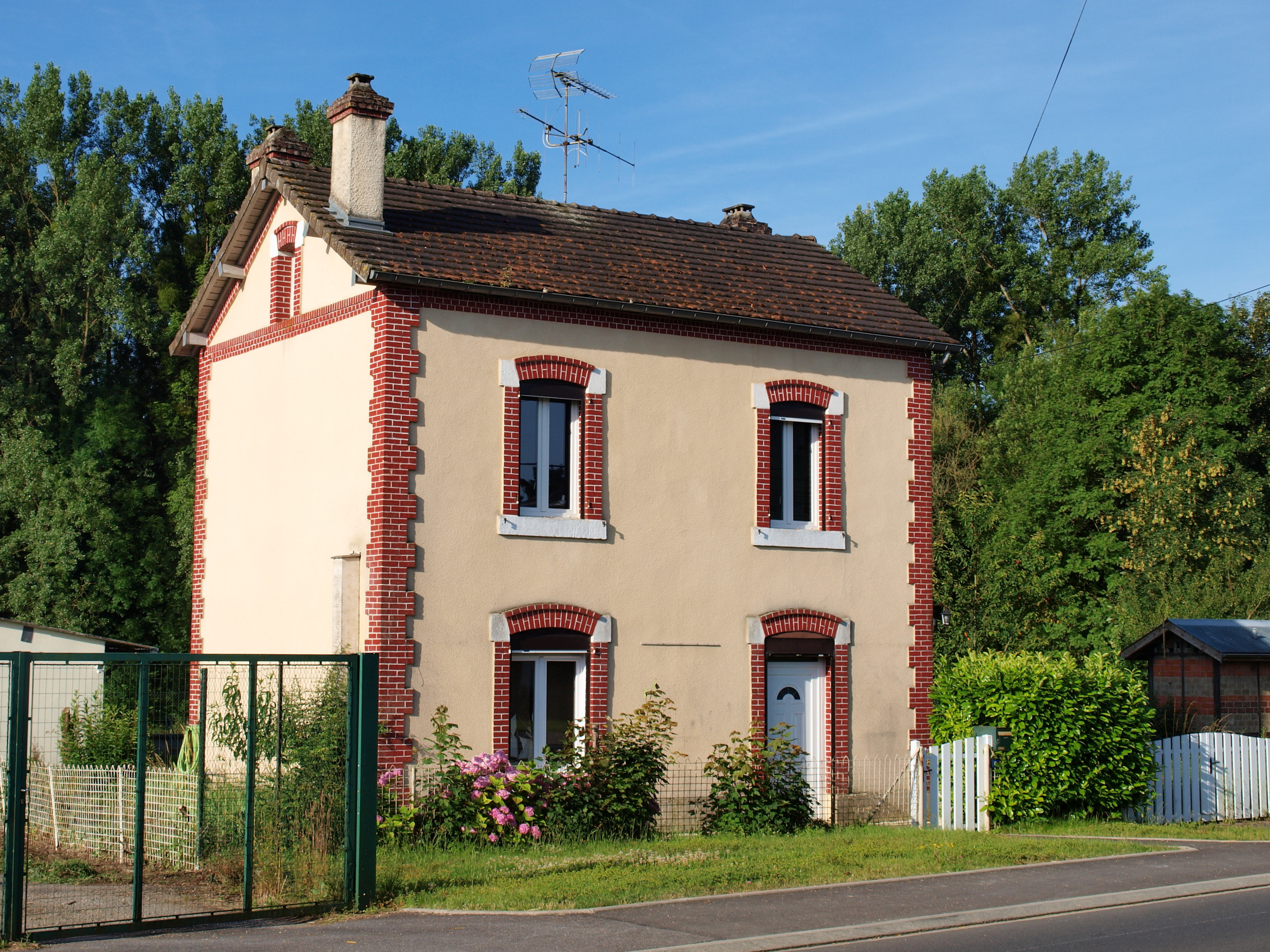
Gare du Chesne

### Liaisons avec la Belgique

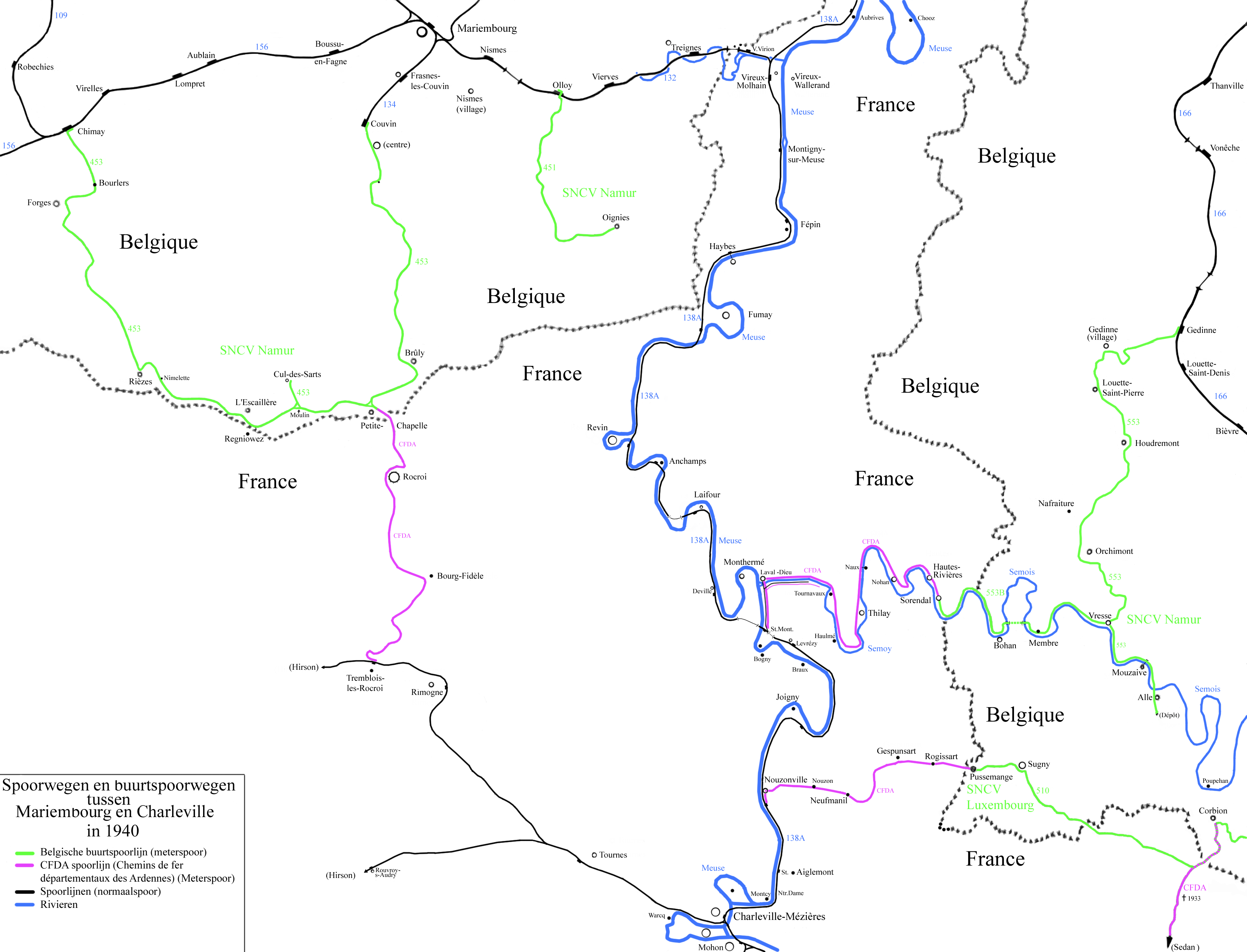
Carte avec les lieux de passage des CFDA vers la Belgique (lignes pourpre).

À l'origine, sur ordre de l'armée, les voies n'avaient qu'un écartement de 800 mm pour limiter leur utilisation par une armée ennemie en cas d'invasion. Cependant, on y a rapidement renoncé et les premières lignes ont été transformées en voies métriques.
Le CA avait quatre liaisons avec les chemins de fer vicinaux belges voisins, à voie métrique eux aussi. Il s'agissait des lignes :
- Tremblois-lès-Rocroi – Bourg-Fidèle – Rocroi – Petite-Chapelle (Belgique)

La ligne terminait à la station vicinale de Petite-Chapelle de Société nationale des chemins de fer vicinaux (SNCV) où elle assurait la correspondance avec le tramway vicinal Chimay - Couvin. Tremblois est une station sur l'ancienne ligne ferroviaire Charleville-Mézières - Hirson par Auvillers. La ligne fut ouverte le 18 novembre 1895 jusqu'à Rocroi avec un écartement de 800 mm, le 15 septembre 1903 avec une voie métrique, puis prolongée vers Petite-Chapelle en 1905. Toute la ligne a été supprimée en 1950. Elle avait une longueur de 15,445 km. (route Petite-Chapelle Tremblois)
- Monthermé-Est-Laval-Dieu – Tournavaux – Haulmé – Thilay – Naux – Nohan – Les Hautes-Rivières – Sorendal – Bohan (Belgique)

De Monthermé à Bohan, la ligne suit la rivière du côté nord. Le 19 octobre 1901, la ligne est ouverte jusqu'à Hautes-Rivières et le 1er mai 1914 jusqu'à Sorendal. La liaison avec la Belgique vers Bohan n'est ouverte qu'à partir du 17 octobre 1938. Les trains CA n'ont jamais roulé plus loin que Sorendal. Les vicinaux belges, de leur côté, n'ont atteint Bohan qu'à partir de 1935, après de lourds travaux : un tunnel de 220 mètres et deux ponts. Dès le début des hostilités, le trafic international a été interrompu et n'a jamais repris après la guerre. Entre Bohan et Membre, les ponts et le tunnel ont été détruits lors du retrait des Allemands et n'ont jamais été reconstruits (22,6 km ; la partie française a été fermée en 1950).
- Nouzonville – Neufmanil – Gespunsart – Pussemange (Belgique)

Le 23 mai 1903, la ligne a été exploitée à voie métrique depuis le 13 mai 1903 et prolongée le 1er mai 1925 vers la station vicinale de Pussemange où elle assure la correspondance avec le tramway vicinal Bouillon - Pussemange de la SNCV (11,2 km, fermée en 1950).
- Sedan – Bazeilles – Daigny – Givonne – Illy-Olly – Corbion (Belgique)

Près de Corbion, il existait une ligne vicinale belge qui quittait la ligne CA après la frontière en France pour rejoindre par le territoire français les communes belges de Sugny et Pussemange. La ligne CA de Sedan était donc connectée avec la ligne CA de Nouzonville par le territoire belge. Cette ligne mesurait 20,7 km ; elle a été fermée le 31 aout 1933. La ligne belge vers Pussemange a été fermée le 16 juillet 1955 pour les voyageurs et le 1er juin 1960 pour le trafic des marchandises.(route Corbion Olly)
Toutes les liaisons encore existantes avec la Belgique ont donc été interrompues au début de la Seconde Guerre mondiale et ne furent jamais rétablies.

### Autres lignes

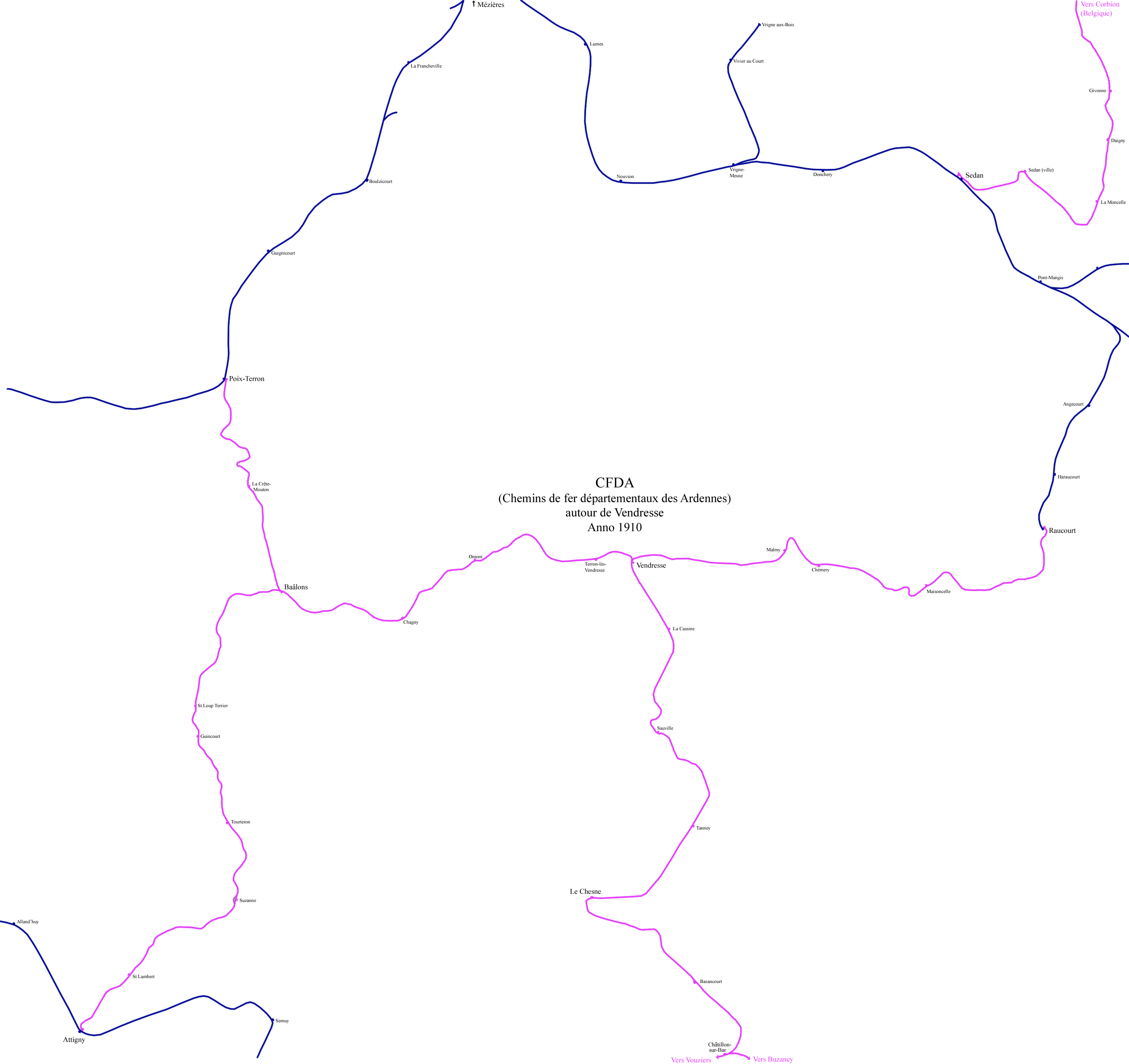
Carte du réseau autour de Vendresse (lignes pourpre).

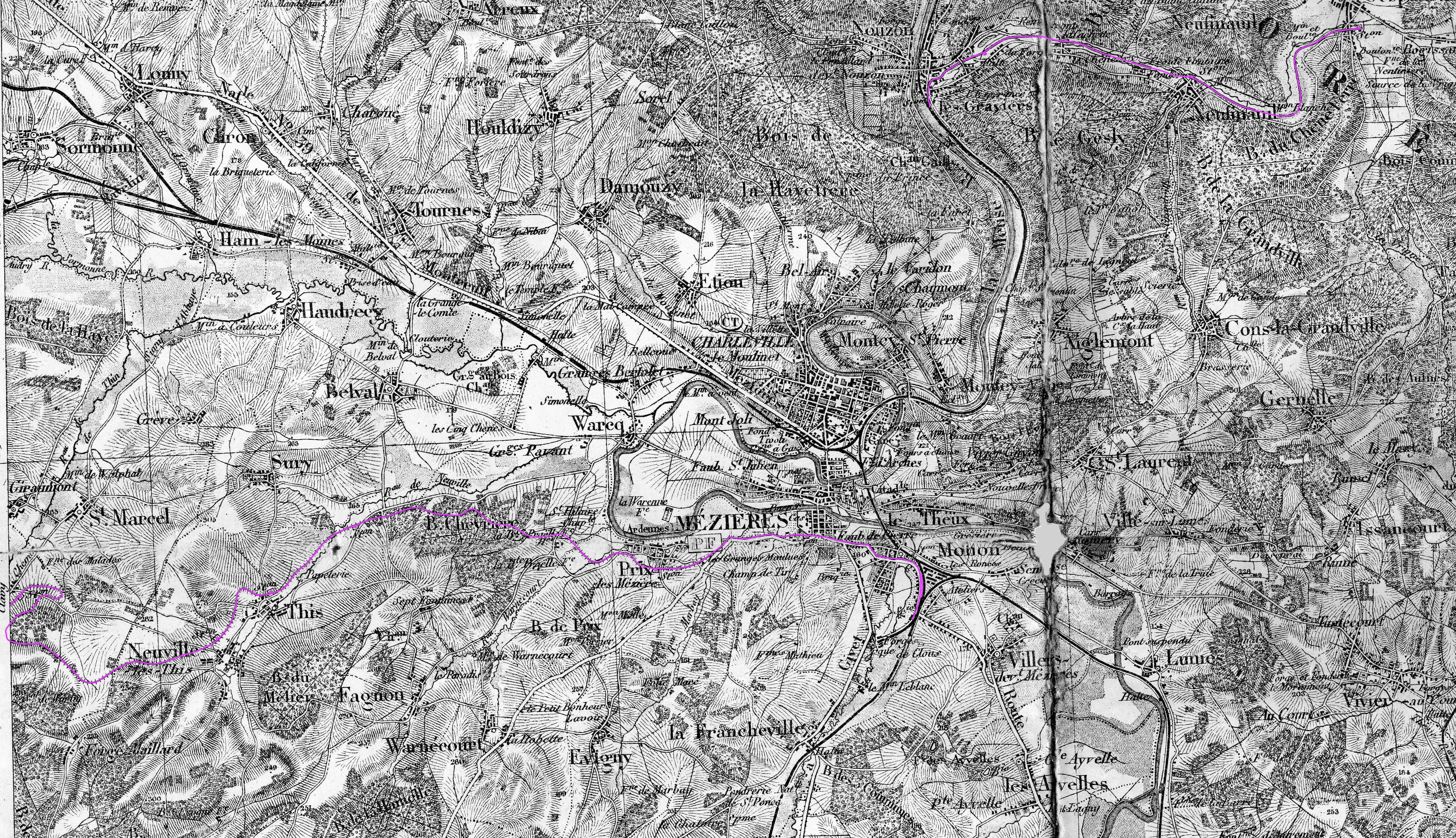
Les deux lignes CFDA autour de Charleville-Mézières (lignes pourpre). À Gespunsart, la ligne n'a pas encore été prolongée vers la Belgique.

Quelques lignes sont en partie dans le département de l'Aisne.
- Mohon – Mézières (Charleville-Mézières) – Prix-lès-Mézières - Sury - This – Neuville-les-This Clavy - Warby – Thin-le-Moutier – Signy-l'Abbaye – Lalobbe – La Neuville-lès-Wasigny (45 km, fermée 1948) ;
- La Neuville-lès-Wasigny – Renneville (25 km, dont 1 km dans l'Aisne, fermée en 1946) ;
- Asfeld[7] – Dizy-le-Gros – Montcornet (44 km, dont 22 km dans l'Aisne, fermée en 1947, mais en partie reprise par la sucrerie de Montcornet, jusqu'en 1961) ;
- Dizy-le-Gros – Saint-Erme-Outre-et-Ramecourt (18 km dans l'Aisne, fermée en 1947, mais en partie reprise par la sucrerie de Montcornet, jusqu'en 1961) ;
- Buzancy - Vouziers (24 km, fermée en 1933) ;
- Vouziers – Juniville – Le Châtelet-sur-Retourne (41 km, fermée en 1933) ;
- Raucourt - Chémery-sur-Bar - Vendresse - Sauville - Le Chesne – Châtillon-sur-Bar (35 km, fermée en 1933) ;
- Vendresse - Terron-lès-Vendresse – Omont – Baâlons - Poix-Terron (19 km, fermée en 1933) ;
- Baâlons - Guincourt - Tourteron - Suzanne - Charbogne/Saint-Lambert - Attigny (17 km, fermée en 1933).

## Exploitation

Horaires des lignes en mai 1914
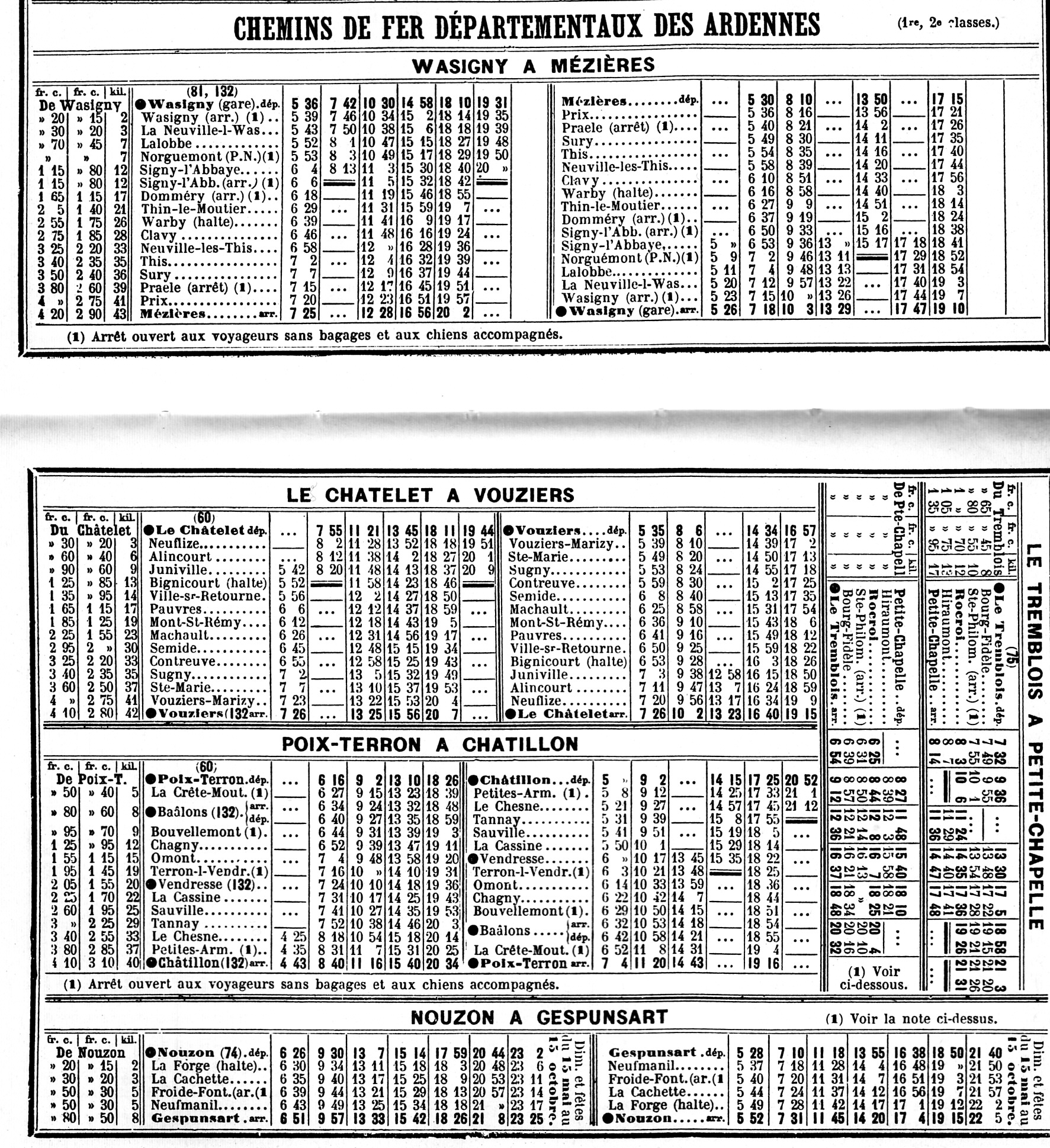
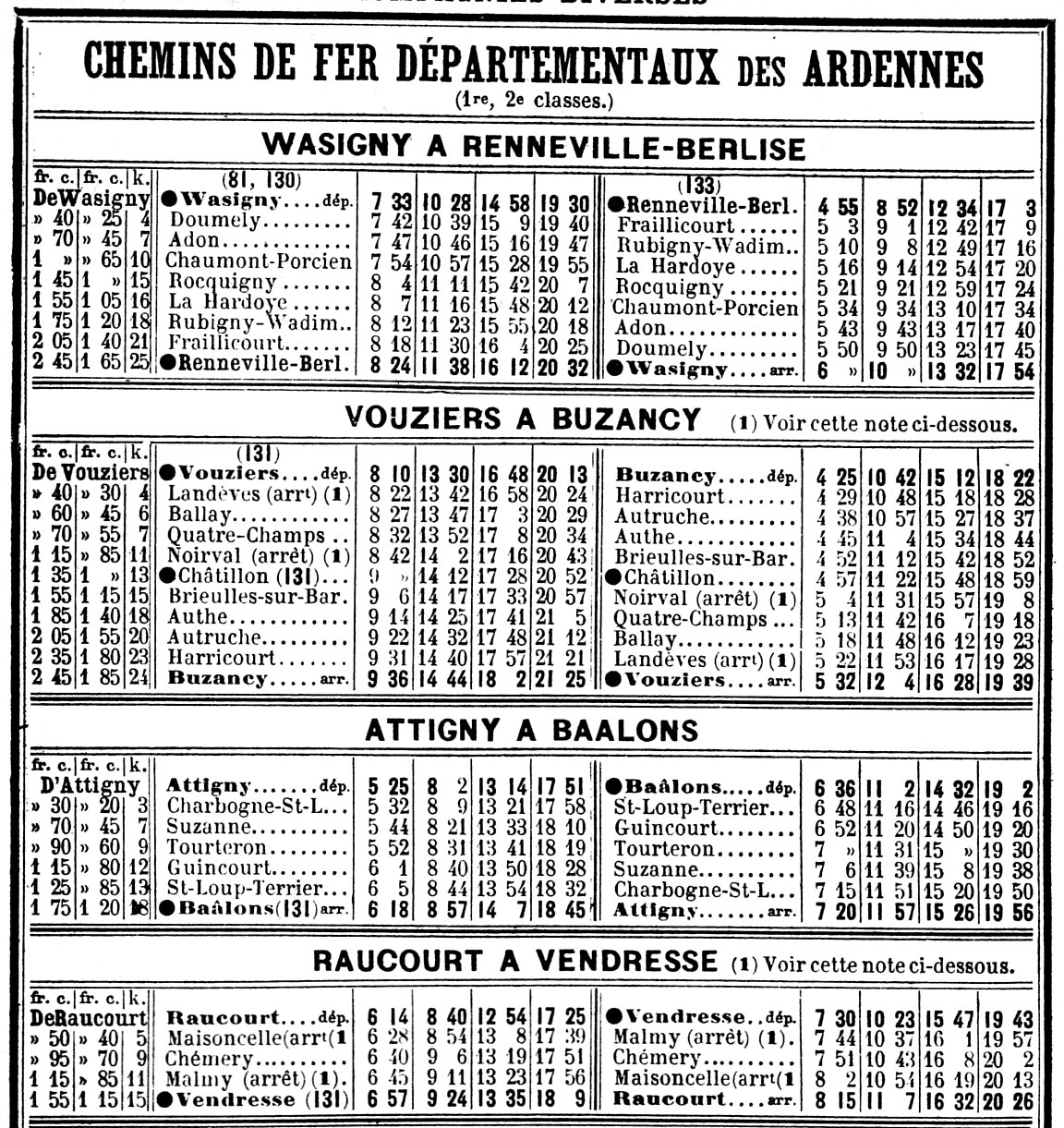

## Matériel roulant

### Locomotives à vapeur

#### Matériel d'origine à l'écartement de80cm
| Illustration | Modèle ou type            | Nombre | Numéros | En service | Hors service | Remarques                     |
| ------------ | ------------------------- | ------ | ------- | ---------- | ------------ | ----------------------------- |
|              | Corpet-Louvet Ct (030T)   | 11.    | 1-11    | 1895       |              | Numéros constructeur 628-638. |
|              | Corpet-Louvet B1t ( 021T) | 2      | 12-13   | 1899       |              | Numéros constructeur 779-780. |
|              | Corpet-Louvet Ct (030T)   | 1      | 14      | 1905       |              | Numéro constructeur 1025.     |

#### Matériel d'origine à l'écartement de1 mètre
| Illustration | Modèle ou type           | Nombre | Numéros | En service | Hors service | Remarques                       |
| ------------ | ------------------------ | ------ | ------- | ---------- | ------------ | ------------------------------- |
|              | Corpet-Louvet Ct (030T)  | 1      | 31      | 1900       |              | Numéro constructeur 762.        |
|              | Corpet-Louvet Ct (030T)  | 1      | 32      | 1900       |              | Numéro constructeur 846.        |
|              | Corpet-Louvet Ct (030T)  | 1      | 33      | 1900       |              | Numéros constructeur 860.       |
|              | Corpet-Louvet Ct (030T)  | 4      | 34-37   | 1902       |              | Numéros constructeur 904-907.   |
|              | Corpet-Louvet Ct (030T)  | 2      | 38-39   | 1902       |              | Numéros constructeur 1000-1001. |
|              | Corpet-Louvet 1Ct (130T) | 2      | 51-52   | 1905       |              | Numéros constructeur 1023-1024. |
|              | Corpet-Louvet 1Ct (130T) | 2      | 53-54   | 1905-1906  |              | Numéros constructeur 1037-1038. |
|              | Corpet-Louvet 1Ct (130T) | 5      | 55-59   | 1908       |              | Numéros constructeur 1147-1151. |
|              | Corpet-Louvet 1Ct (130T) | 1      | 60      | 1908       |              | Numéros constructeur 1160.      |
|              | Corpet-Louvet 1Ct (130T) | 3      | 61-63   | 1908       |              | Numéros constructeur 1168-1170. |
|              | Corpet-Louvet 1Ct (130T) | 3      | 64-66   | 1909       |              | Numéros constructeur 1204-1206. |
|              | Corpet-Louvet 1Ct (130T) | 15     | 71-85   | 1924-1925  |              | Numéros constructeur 1636-1650. |

#### Matériel complémentaire à l'écartement de1 mètre
- Locomotives nos 13-14, type 031T Corpet-Louvet,n° 582-583, en 1893 et acquises en 1922 auprès des chemins de fer départementaux de la Côte-d'Or[8].

## Vestiges et matériels préservés
- Caisse de voiture à essieux N°B29, construite par Baume & Marpent (?) (1906), preservée et en cours de restauration au musée MTVS, à Crèvecoeur le Grand dans l'Oise.

### Gares
Un certain nombre de bâtiments voyageurs existent encore, reconvertis en habitations. Les Chemins de fer départementaux des Ardennes ont souvent recouru aux plans types standards de la Compagnie des chemins de fer de l'Est, en y ajoutant éventuellement certains détails. C'est notamment le cas de la gare de Mèzières, de Wassigny-la-Neuville, de Illy-Olly et de Gespunsart. 

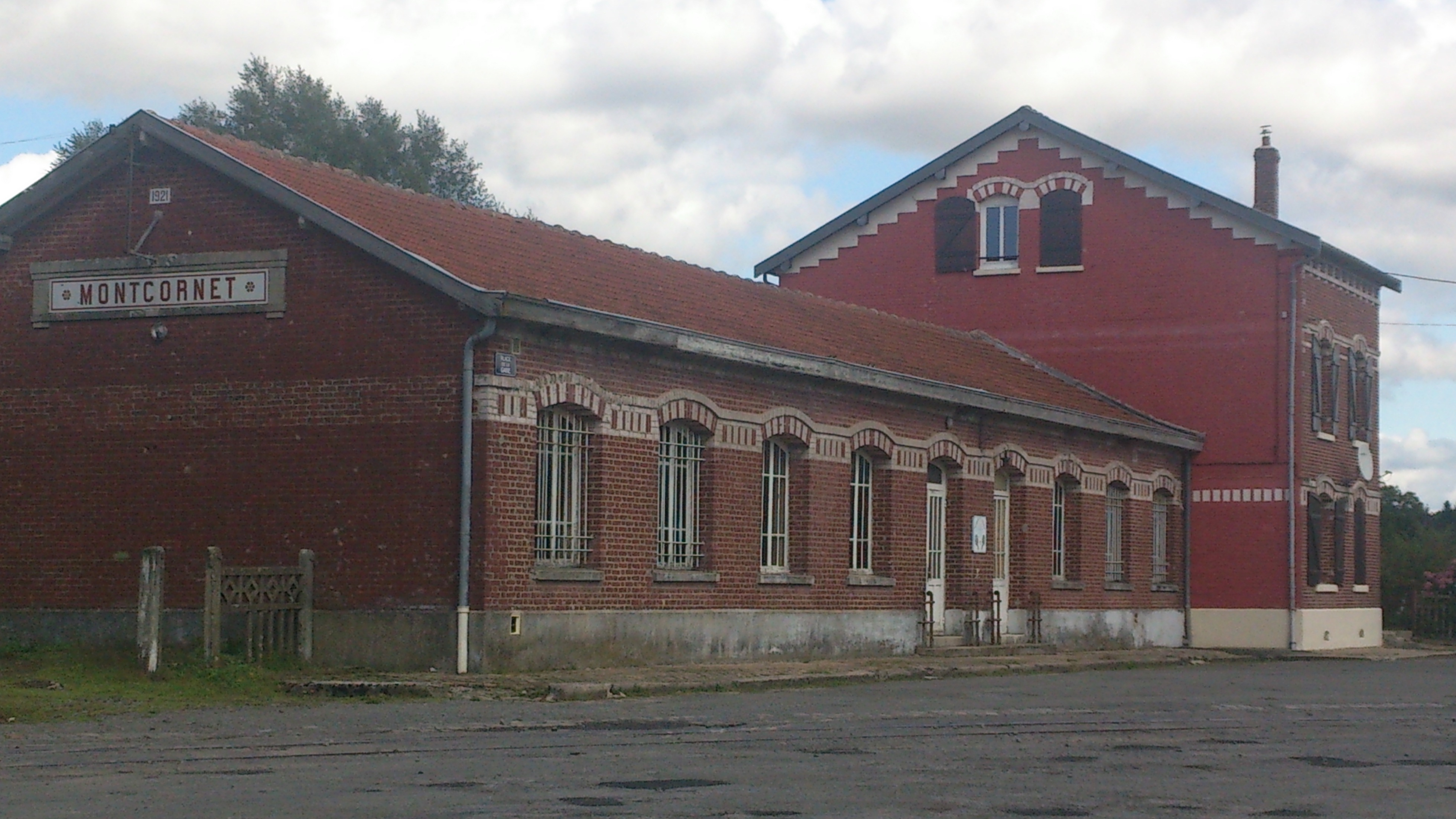
La gare désaffectée de Montcornet en 2015.